# KF KEK
KF KEK je kosovski nogometni klub iz Obilića. Trenutačno igra u ligi Liga e Parë, drugoj nogometnoj ligi Kosova.
Puni naziv, Klubi futbollistik Korporata Energjetike e Kosovës, znači Nogometni klub Energetska korporacija Kosova.

## Povijest
Od svog osnutka klub je promijenio više imena:[nedostaje izvor]
- Obilić
- REMHK Kosovo
- Elektroprivreda
- KEK

Klub je bio prvak Kosova i sudionik Druge savezne lige Jugoslavije. Nakon završetka rata 1999. KEK se počinje natjecati u drugoj kategoriji nogometa koja se tada zvala Druga liga Kosova. U sezoni 2002./03. KEK pod vodstvom Bylbyla Sokola proglašen je prvakom druge kategorije (Liga e Parë, druga liga) i ušao u prvu kategoriju (Liga e Pavarur, prva liga) nogometa na Kosovu. Ove godine KEK je postao prvak Kupa Kosova pobijedivši Prištinu rezultatom 3:1. U finalu Superkupa svladala je pobjednika Prve lige Dritu rezultatom 2:1. Osvajanjem trostruke krune KEK proglašen je najboljim klubom 2003. godine. U 2018. godini KEK pod vodstvom Bledara Devollija osvojio je Prvu ligu.

## Uspjesi
- Kosovski nogometni kup: 2002./03.

- Kosovski nogometni superkup: 2002./03.

- Prvenstvo Kosova i Metohije: 1966./67., 1971./72., 1975./76.

- Liga e Parë: 2002./03., 2017./18.

## Vanjske poveznice
- Službena web-stranica  Arhivirana inačica izvorne stranice od 27. kolovoza 2023. (Wayback Machine)